# Acronicta lithospila
Acronicta lithospila là một loài bướm đêm trong họ Noctuidae.

## Hình ảnh

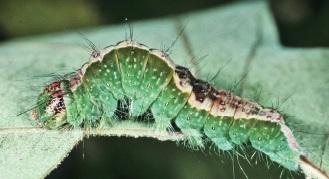